# Sergio Rodríguez Cidoncha
Sergio Rodríguez Cidoncha (Mérida, 5 de octubre de 1989) es un futbolista español que juega en el F.C.Santa Coloma de la Primera División Andorrana.

## Carrera deportiva
Sergio Rodríguez nació en Mérida y juega en el puesto de lateral izquierdo, aunque también puede adaptarse a la posición de interior zurdo, debido a su gran velocidad, buen disparo. Su carrera deportiva la comenzó en la Comunidad Valenciana estando en las categorías inferiores de la Levante UD y Valencia CF.
La temporada 2010/2011 vistió la camiseta de la UD Melilla, con la que se clasificó para la disputa de los playoff de ascenso, pero no pudo conseguir el objetivo marcado.
En 2012, ascendió a Segunda División con la SD Ponferradina, equipo por el que fichó la temporada 2011/2012.
El 2 de julio de 2013 se convierte en jugador del Real Oviedo, con el que se compromete hasta junio de 2015, con el objetivo de ascender al equipo de la capital de Asturias a la Segunda División.
En la temporada 2014-2015 ficha por el Sestao River En la temporada 2015/16 recala en el Marbella. Tras su paso por Andalucía en 2016 ficha por el Extremadura y en enero de 2017 firma con el Lorca Deportiva.
El 25 de febrero de 2022, firma por el FK Surkhon Termez de la Super Liga de Uzbekistán.

## Clubes
| Equipo             | Temporada       | División                 |
| ------------------ | --------------- | ------------------------ |
| Levante UD B       | 2007/08         | Segunda División B       |
| Granada CF         | 2008/09         | Segunda División B       |
| Valencia Mestalla  | 2009/10         | Segunda División B       |
| UD Melilla         | 2010/11         | Segunda División B       |
| SD Ponferradina    | 2011/12         | Segunda División B       |
| SD Ponferradina    | 2012/13         | Segunda División         |
| Real Oviedo        | 2013/14         | Segunda División B       |
| Sestao River       | 2014/15         | Segunda División B       |
| Marbella FC        | 2015/16         | Segunda División B       |
| Extremadura UD     | 2016/17         | Segunda División B       |
| CF Lorca Deportiva | 2016/18         | Segunda División B       |
| Coruxo FC          | 2018/19         | Segunda División B       |
| CF Lorca Deportiva | 2019/21         | Segunda División B       |
| FK Surkhon Termez  | 2022/Actualidad | Super Liga de Uzbekistán |